# Scythrophrys sawayae
Scythrophrys sawayae é uma espécie de anfíbio da família Leptodactylidae. É a única espécie descrita para o gênero Scythrophrys. Endêmica do Brasil, pode ser encontrada na Serra do Mar em altitudes de 800 a 1000 metros nos estados do Paraná e Santa Catarina.

## Nomenclatura e taxonomia
A espécie foi descrita por Doris Mable Cochran em 1971 como Zachaenus sawayae, e recombinada no gênero Scythrops por John Douglas Lynch em 1971.